# Casteltermini
Casteltermini est une commune de la province d'Agrigente dans la région de Sicile en Italie.

## Histoire
À Monte Roveto, un sanctuaire chthonien de la fin du VIIe siècle.

## Administration
| Période                                  | Période   | Identité            | Étiquette | Qualité |
| ---------------------------------------- | --------- | ------------------- | --------- | ------- |
| 15 mai 2007                              | juin 2017 | Alfonso Sapia       |           |         |
| 9 octobre 2020                           | En cours  | Gioacchino Nicastro |           |         |
| Les données manquantes sont à compléter. |           |                     |           |         |

### Communes limitrophes
Acquaviva Platani, Aragona, Cammarata, Campofranco, San Biagio Platani, Sant'Angelo Muxaro, Santo Stefano Quisquina, Sutera

## Jumelage
| Ville | Ville    | Pays | Pays     |
| ----- | -------- | ---- | -------- |
|       | Châtelet |      | Belgique |